# Мала Харлекинијада
„Мала Харлекинијада” је југословенски ТВ музички филм из 1965. године. Режирао га је Даниел Марушић а либрето је написао Џамбатиста Касти.

## Улоге
| Глумац       | Улога |
| ------------ | ----- |
| Јосип Фишер  |       |
| Зденка Хески |       |